# Czesław Grzelak
Czesław Kazimierz Grzelak (ur. 1942) – polski historyk, profesor nauk humanistycznych.

## Życiorys
Specjalizuje się w historii najnowszej i historii wojskowości. Habilitował się w 1990. Tytuł naukowy profesora uzyskał w 1996. Pełni funkcję prorektora ds. Filii w Piotrkowie Trybunalskim Uniwersytetu Jana Kochanowskiego w Kielcach.

## Autorskie publikacje monograficzne
- Wyższa Szkoła Piechoty w Rembertowie 1948-1954 (1984)
- Stefan Czarniecki (1985)
- Hasło na dzisiejszą noc (1988); Biblioteka Żółtego Tygrysa
- Kształcenie kadr dla potrzeb Wojska Polskiego na froncie wschodnim 1943-1945 (1989)
- Grodno 1939 (1990)
- Raszyńska reduta 1809 (1991)
- Bez możliwości wyboru. Wojsko Polskie na froncie wschodnim 1943-1945 (1993); wraz z Henrykiem Stańczykiem i Stefanem Zwolińskim
- Kodziowce 1939 (1993)
- Lenino 1943 (1993); wraz z Henrykiem Stańczykiem
- Szack - Wytyczno 1939 (1993)
- Wilno 1939 (1993)
- Dziennik sowieckiej agresji wrzesień 1939 (1994)
- Polski wrzesień 1939. Początek drogi w obronie wolności i niepodległości; wraz z Eugeniuszem Kozłowskim
- Kresy w czerwieni. Agresja Związku Sowieckiego na Polskę w 1939 roku (1998)
- Szack - Wytyczno 1939 (2001); seria Historyczne bitwy
- Wilno, Grodno, Kodziowce 1939 (2002); seria Historyczne bitwy
- Armia Berlinga i Żymierskiego. Wojsko Polskie na froncie wschodnim 1943-1945 (2003); wraz z Henrykiem Stańczykiem i Stefanem Zwolińskim
- Wojenna edukacja kadr Wojska Polskiego na froncie wschodnim 1943-1945 (2004)
- Kampania polska 1939 roku. Początek II wojny światowej (2005); wraz z Henrykiem Stańczykiem
- Z chłopskiej chaty do rektorskiej komnaty: Podkowa (Karolina), Chełmno, Jelcz, Warszawa, Piotrków Trybunalski : (autobiografia niedoskonała) (2007)
- Armia Stalina 1939-1941. Zbrojne ramię polityki ZSRS (2010)
- O Rzeczpospolitej i dla Rzeczpospolitej. Antologia serca i umysłu (2012)
- Płonące Kresy. Wilno, Grodno, Kodziowce 1939. Bitwa z Armią Czerwoną na północno-wschodnich terenach Rzeczypospolitej (2013)
- Szack - Wytyczno 1939. Korpus Ochrony Pogranicza na Kresach Wschodnich 1939. Nóż w plecy walczącej Polski (2013)
- Wrzesień 1939. W szponach dwóch wrogów (2013)
- Kresy w ogniu. Wojna na ziemiach wschodnich Rzeczypospolitej we wrześniu 1939 roku (2014)